# サッシ施工技能士
サッシ施工技能士（サッシせこうぎのうし）とは、国家資格である技能検定制度の一種で、都道府県知事（問題作成等は中央職業能力開発協会、試験の実施等は都道府県職業能力開発協会）が実施する、サッシ施工に関する学科及び実技試験に合格した者をいう。
なお職業能力開発促進法により、サッシ施工技能士資格を持っていないものがサッシ施工技能士と称することは禁じられている。
サッシ施工技能士は、職業訓練指導員 (サッシ・ガラス施工科)の実技試験免除資格となっている。

## 級別
1級、2級の別がある。

## 実技作業試験内容（ビル用サッシ施工作業）
- 1級：仮想躯体に、ビル用引違いサッシ、ビル用はめ殺しサッシを、方立(接合材)を使用して、アーク溶接で固定し、附属材の取付けも行う。試験時間＝3時間
- 2級：仮想躯体に、ビル用引違いサッシをアーク溶接で固定し、附属材の取付けも行う。試験時間＝2時間45分